# Listen to What the Man Said
"Listen to What the Man Said" là một đĩa đơn nổi tiếng nằm trong album phòng thu năm 1975 Venus and Mars của ban nhạc Wings. Bài hát có sự tham gia của thành viên chơi trống mới Joe English, cùng với nhạc sĩ guitar khách mời Dave Mason và nghệ sĩ soprano saxophone Tom Scott. Đây là một đĩa đơn quán quân bảng xếp hạng Billboard Hot 100 của Mỹ; tương tự, đĩa đơn cũng đứng vị trí thứ nhất trên bảng xếp hạng RPM National Top Singles Chart tại Canada. Bài hát đạt vị trí thứ sáu tại Vương quốc Anh, lọt vào top mười ở Na Uy, New Zealand và top hai mươi ở Hà Lan. "Listen to What the Man Said" đã được chứng nhận đĩa Vàng bởi Hiệp hội Công nghiệp ghi âm Hoa Kỳ cho tổng doanh số vượt mức một triệu bản.

## Thu âm
"Listen to What the Man Said" được thu âm vào khoảng đầu năm 1975 bởi Wings trong quá trình thu âm tại New Orleans cho album Venus and Mars. Đây là bài hát được McCartney đặt kỳ vọng rất cao, nhưng những lần thu âm đầu không phát huy được hết tiềm năng của bài hát. McCartney nói về ý tưởng ban đầu của anh cho bài hát vào năm 1975, "Đây là một trong nhiều bài hát mà chúng tôi đã thực hiện với nhiều kỳ vọng lớn. Mỗi khi tôi chơi dó trên dương cầm, mọi người đều sẽ nói 'Ồ, tôi thích bài này.' Nhưng khi chúng tôi thực hiện phần nhạc nền, chúng tôi cảm giác rằng chúng tôi chưa thực sự cùng nhau chạm tới được bài hát một chút nào." Sau khi Mason lồng thêm một vài đoạn guitar vào, cả ban nhạc vẫn chưa bằng lòng. Tuy nhiên khi Scott thu thêm phần sax đơn, ban nhạc đã rất hài lòng. McCartney nói về việc Tom Scott đã tác động đến bản nhạc như thế nào, "Ai đó nói [nhạc sĩ nhạc jazz nổi tiếng] 'Tom Scott sống gần đây đấy.' Chúng tôi bảo, yeah, hãy gọi cho anh ấy, và để xem liệu anh ấy có tới, và anh ấy tới chỉ sau nửa tiếng! Anh ở đấy, với sax của anh, và anh ấy ngồi xuống trong phòng thu và bắt đầu chơi. Người kỹ sư thu âm lại nó. Chúng tôi ghi nhớ lại tất các nốt mà anh ấy chơi. Anh ấy bước vào và tôi nói 'Tôi nghĩ chính là nó đấy.' Anh nói 'Cậu có thu lại nó không?' Tôi nói có, rồi chúng tôi nghe lại bản thu. Không ai có thể tin được, rồi anh ấy đi ra và thử thêm một vài lần nữa, nhưng tất cả đều không hay bằng. Có lẽ anh ấy đã dồn hết cảm xúc vào những lần chơi đầu, lần chơi đầu tiên." Hiệu ứng nụ hôn được nghe thấy trong bài hát được thu âm bởi kỹ sư Alan O'Duffy, người đã bắt Linda làm điều này.
Phần cuối của bài hát có một đoạn âm ngắn chuyển tiếp đến bài hát tiếp theo trong Venus and Mars, "Treat Her Gently/Lonely Old People".

## Ca từ
"Listen to What the Man Said" là một bài hát tình yêu đi theo chủ nghĩa lạc quan. Dù cho tình yêu thể mù quáng hay có thể sẽ khiến cho những người đang chia cách phải đau khổ, người ca sĩ vẫn tin rằng tình yêu sẽ chiến thắng. Điều này là hoàn toàn đúng với những gì "người đàn ông" ("the man") đã nói. "Người đàn ông" ở đây tuy không được nhận dạng một cách rõ ràng, nhưng rất có thể đây chính là Chúa. Nhà văn Vincent Benitez tin rằng, "McCartney đang khuyên nhủ mọi người phải gắn bó với những điều cơ bản của cuộc sống, mà ý anh ấy ở đây là tập trung vào tình yêu." Bài hát được viết ở khóa Sol trưởng.

## Tiếp nhận
Nhà phê bình Stephen Thomas Erlewine từ Allmusic gọi "Listen to What the Man Said" là "một giai điệu ngọt ngào và đáng yêu tiêu biểu". Paul Nelson của Rolling Stone thì nhận xét bài hát "bắt tai một cách ngon ngọt". Nhà văn John Blaney gọi bài hát là "một miếng pop bắt sóng các đài phát thanh" và "một lời tán dương tuyệt vời về tình yêu và cuộc sống, được làm nổi bật bởi phần bè hoa mỹ của Linda...". Benitez tán dương bài hát, "thêm một ví dụ tuyệt vời khác của một bản pop theo phong cách McCartney, một bài hát nổi bật và lạc quan về tình yêu nơi mà từ ngữ và âm nhạc được hòa quyện với nhau. Hai nhà văn Roy Carr và Tony Tyler bình luận về bài hát rằng "một sản phẩm khéo léo và nhạy cảm đã nâng cái thứ vốn là một mảnh của sự kỳ quái tầm thường lên thành một thứ chỉ có thể được miêu tả là High Pop", họ ngoài ra còn khen ngợi bài hát này "dễ thương" và "đầy giai điệu". Nhà văn Chris Ingham thì gọi bài hát là một bản "pop cao cấp".
"Listen to What the Man Said" cũng được xuất hiện trong nhiều album tuyển tập những bài hát đình đám, trong đó có album All the Best! năm 1987 và album Wingspan: Hits and History năm 2001. Tuy nhiên, bài hát lại không được cho vào album tuyển tập đầu tiên của Wings, Wings Greatest.

## Xếp hạng
| Bảng xếp hạng (1975)                       | Vị trí cao nhất |
| ------------------------------------------ | --------------- |
| Canada (RPM 100 Top Singles)               | 1               |
| Đức (Media Control)                        | 42              |
| Ireland Singles Chart                      | 4               |
| Nhật Bản (Oricon)                          | 46              |
| Hà Lan (Dutch Top 40)                      | 18              |
| Na Uy (VG-lista)                           | 3               |
| UK Singles Chart (Official Charts Company) | 6               |
| US Billboard Hot 100                       | 1               |

| Bảng xếp hạng (1975)         | Vị trí |
| ---------------------------- | ------ |
| Canada (RPM 100 Top Singles) | 13     |
| US Billboard Hot 100         | 41     |

## Hát lại
- Bài hát được trình bày lại (dưới tên "L.T.W.T.M.S.") bởi ban nhạc indie pop The Trouble with Sweeney trong EP năm 2004 Fishtown Briefcase của nhóm.[27]
- Thành viên cũ của Wings, Laurence Juber, thu âm lại bài hát cho album phòng thu năm 2005 của anh, One Wing, dù anh không phải là thành viên của ban nhạc lúc bài hát được thu âm và phát hành.[28][29]
- Thành viên cũ của Wings Denny Laine hát lại "Listen to What the Man Said" trong album phòng thu năm 1996 Wings at the Sound of Denny Laine của anh.[30]
- Năm 2008, Freedy Johnston trình bày lại bài hát trong album My Favourite Waste of Time.[31]
- Phần điệp khúc của bài hát được sử dụng trong đĩa đơn năm 2003 "Just The Way You Are" của nhóm nhạc nhảy người Ý Milky.[32] Cũng vì điều này, tên của Paul và Linda McCartney được thêm vào phần ghi chú thực hiện đĩa đơn.
- Owl City thu âm một phiên bản "Listen to What the Man Said" cho album tri ân The Art of McCartney.[33]